# Capocannonieri dei campionati italiani di calcio
In questa pagina sono riportati, in ordine cronologico, i calciatori che hanno vinto la classifica dei marcatori dei due campionati di calcio di massimo livello in Italia.
I primi campionati a essere disputati senza suddivisioni territoriali furono la Divisione Nazionale e la cadetta Prima Divisione nel 1926-27. Nel 1929-30 fu istituita la Serie A a girone unico, e contemporaneamente a essa la Serie B; ad oggi le due serie citate sono le uniche a carattere nazionale.
Nel 2011 l'Associazione Italiana Calciatori (AIC) ha istituito il "Premio AIC al Capocannoniere", per premiare i vincitori della classifica marcatori di Serie A, Serie B e Serie C. Ai capocannonieri viene consegnato un trofeo con il logo AIC. Il primo calciatore a ricevere il premio è stato Antonio Di Natale, vincitore della classifica dei marcatori della Serie A nella stagione 2010-2011. Nel 2021 l'Associazione Italiana Calciatori ha ribattezzato il riconoscimento conferito al capocannoniere della Serie A in Premio Paolo Rossi, in omaggio all'omonimo attaccante. Il primo calciatore a ricevere la nuova versione del premio è stato Cristiano Ronaldo, vincitore della classifica dei marcatori nella stagione 2020-2021.
Nel 2022 la Lega Nazionale Professionisti B ha istituito il premio "Pablito", dedicato anch'esso a Paolo Rossi e consegnato a fine campionato al capocannoniere della Serie B. Il primo calciatore a ricevere tale riconoscimento è stato Massimo Coda, vincitore della classifica dei marcatori della Serie B nella stagione 2021-2022.
Per i campionati più remoti (antecedenti il 1945) le fonti dell'epoca non danno informazioni univoche, discordando tra loro su marcatori e minuti delle marcature e omettendo in diversi casi le formazioni. Ancora negli anni 30 e 40 si riscontrano discordanze tra i diversi quotidiani, e anche negli almanacchi vi sono incongruenze. Di conseguenza, per la maggior parte dei campionati precedenti il 1922 il capocannoniere risulta ignoto, mentre per gli anni successivi i dati (tratti dalla collana La biblioteca del calcio della Geo Edizioni) non sono certi, soprattutto per i campionati antecedenti al girone unico e per la Serie B.

## Capocannonieri della Serie A
Per 12 campionati l'identità dei capocannonieri è ignota. I calciatori naturalizzati italiani sono segnati con un asterisco (Héctor Puricelli vinse la classifica marcatori prima come nazionale uruguaiano e poi italiano). Le edizioni del campionato precedenti la nascita della Serie A a girone unico (1929-30) sono indicate in corsivo. 
| Stagione       | Nazione                                     | Giocatore                                | Squadra                     | Reti |
| -------------- | ------------------------------------------- | ---------------------------------------- | --------------------------- | ---- |
| 1898           | Italia (bandiera) · Inghilterra (bandiera)  | Edoardo Bosio Norman Victor Leaver       | Internazionale Torino Genoa | 2    |
| 1899           | Svizzera (bandiera)                         | Albert Weber                             | Internazionale Torino       | 2    |
| 1900           | non conosciuta (bandiera)                   | Sconosciuto                              | –                           | –    |
| 1901           | Italia (bandiera)                           | Umberto Malvano                          | Juventus                    | 4    |
| 1902           | non conosciuta (bandiera)                   | Sconosciuto                              | –                           | –    |
| 1903           | non conosciuta (bandiera)                   | Sconosciuto                              | Juventus                    | –    |
| 1904           | non conosciuta (bandiera)                   | Sconosciuto                              | Juventus                    | –    |
| 1905           | non conosciuta (bandiera)                   | Sconosciuto                              | –                           | –    |
| 1906           | Italia (bandiera)                           | Guido Pedroni                            | Milan                       | 3    |
| 1907           | Svizzera (bandiera)                         | Hans Kämpfer                             | Torino                      | 7    |
| 1908           | Italia (bandiera)                           | Mario Cagliani                           | US Milanese                 | 4    |
| 1909           | Italia (bandiera)                           | Amilcare Pizzi                           | US Milanese                 | 9    |
| 1909-10        | Svizzera (bandiera)                         | Ernest Peterly                           | Inter                       | 22   |
| 1910-11        | non conosciuta (bandiera)                   | Sconosciuto                              | –                           | –    |
| 1911-12        | Italia (bandiera)                           | Carlo Rampini                            | Pro Vercelli                | 28   |
| 1912-13        | non conosciuta (bandiera)                   | Sconosciuto                              | –                           | –    |
| 1913-14        | Italia (bandiera)                           | Luigi Cevenini                           | Inter                       | 37   |
| 1914-15        | non conosciuta (bandiera)                   | Sconosciuto                              | –                           | –    |
| 1919-20        | non conosciuta (bandiera)                   | Sconosciuto                              | –                           | –    |
| 1920-21        | non conosciuta (bandiera)                   | Sconosciuto                              | –                           | –    |
| 1921-22 (FIGC) | non conosciuta (bandiera)                   | Sconosciuto                              | –                           | –    |
| 1921-22 (CCI)  | non conosciuta (bandiera)                   | Sconosciuto                              | –                           | –    |
| 1922-23        | Italia (bandiera)                           | Fulvio Bernardini                        | Lazio                       | 24   |
| 1923-24        | Austria (bandiera)                          | Heinrich Schönfeld                       | Torino                      | 22   |
| 1924-25        | Italia (bandiera)                           | Mario Magnozzi                           | Livorno                     | 19   |
| 1925-26        | Ungheria (bandiera)                         | Ferenc Hirzer                            | Juventus                    | 35   |
| 1926-27        | Austria (bandiera)                          | Antonio Powolny                          | Inter                       | 22   |
| 1927-28        | Italia (bandiera)                           | Julio Libonatti*                         | Torino                      | 35   |
| 1928-29        | Italia (bandiera)                           | Gino Rossetti                            | Torino                      | 36   |
| 1929-30        | Italia (bandiera)                           | Giuseppe Meazza                          | Ambrosiana                  | 31   |
| 1930-31        | Italia (bandiera)                           | Rodolfo Volk                             | Roma                        | 28   |
| 1931-32        | Italia (bandiera) · Uruguay (bandiera)      | Angelo Schiavio Pedro Petrone (1 rig.)   | Bologna Fiorentina          | 25   |
| 1932-33        | Italia (bandiera)                           | Felice Borel II                          | Juventus                    | 29   |
| 1933-34        | Italia (bandiera)                           | Felice Borel II                          | Juventus                    | 32   |
| 1934-35        | Italia (bandiera)                           | Enrique Guaita*                          | Roma                        | 28   |
| 1935-36        | Italia (bandiera)                           | Giuseppe Meazza                          | Ambrosiana-Inter            | 25   |
| 1936-37        | Italia (bandiera)                           | Silvio Piola                             | Lazio                       | 21   |
| 1937-38        | Italia (bandiera)                           | Giuseppe Meazza                          | Ambrosiana-Inter            | 20   |
| 1938-39        | Uruguay (bandiera) · Italia (bandiera)      | Héctor Puricelli Aldo Boffi (1 rig.)     | Bologna Milano              | 19   |
| 1939-40        | Italia (bandiera)                           | Aldo Boffi                               | Milano                      | 24   |
| 1940-41        | Italia (bandiera)                           | Héctor Puricelli*                        | Bologna                     | 22   |
| 1941-42        | Italia (bandiera)                           | Aldo Boffi                               | Milano                      | 22   |
| 1942-43        | Italia (bandiera)                           | Silvio Piola                             | Lazio                       | 21   |
| 1945-46        | Italia (bandiera)                           | Guglielmo Gabetto                        | Torino                      | 22   |
| 1946-47        | Italia (bandiera)                           | Valentino Mazzola                        | Torino                      | 29   |
| 1947-48        | Italia (bandiera)                           | Giampiero Boniperti                      | Juventus                    | 27   |
| 1948-49        | Ungheria (bandiera)                         | István Nyers                             | Inter                       | 26   |
| 1949-50        | Svezia (bandiera)                           | Gunnar Nordahl                           | Milan                       | 35   |
| 1950-51        | Svezia (bandiera)                           | Gunnar Nordahl                           | Milan                       | 34   |
| 1951-52        | Danimarca (bandiera)                        | John Hansen                              | Juventus                    | 30   |
| 1952-53        | Svezia (bandiera)                           | Gunnar Nordahl                           | Milan                       | 26   |
| 1953-54        | Svezia (bandiera)                           | Gunnar Nordahl                           | Milan                       | 23   |
| 1954-55        | Svezia (bandiera)                           | Gunnar Nordahl                           | Milan                       | 27   |
| 1955-56        | Italia (bandiera)                           | Gino Pivatelli                           | Bologna                     | 29   |
| 1956-57        | Brasile (bandiera)                          | Dino da Costa                            | Roma                        | 22   |
| 1957-58        | Galles (bandiera)                           | John Charles                             | Juventus                    | 28   |
| 1958-59        | Argentina (bandiera)                        | Antonio Valentín Angelillo               | Inter                       | 33   |
| 1959-60        | Argentina (bandiera)                        | Omar Sívori                              | Juventus                    | 28   |
| 1960-61        | Italia (bandiera)                           | Sergio Brighenti                         | Sampdoria                   | 27   |
| 1961-62        | Italia (bandiera) · Italia (bandiera)       | José Altafini* Aurelio Milani (2 rig.)   | Milan Fiorentina            | 22   |
| 1962-63        | Danimarca (bandiera) · Argentina (bandiera) | Harald Nielsen Pedro Manfredini (4 rig.) | Bologna Roma                | 19   |
| 1963-64        | Danimarca (bandiera)                        | Harald Nielsen                           | Bologna                     | 21   |

| Stagione | Nazione                                                   | Giocatore                                                              | Squadra              | Reti |
| -------- | --------------------------------------------------------- | ---------------------------------------------------------------------- | -------------------- | ---- |
| 1964-65  | Italia (bandiera) · Italia (bandiera)                     | Sandro Mazzola (2 rig.) Alberto Orlando (3 rig.)                       | Inter Fiorentina     | 17   |
| 1965-66  | Brasile (bandiera)                                        | Luís Vinício                                                           | Lanerossi Vicenza    | 25   |
| 1966-67  | Italia (bandiera)                                         | Gigi Riva                                                              | Cagliari             | 18   |
| 1967-68  | Italia (bandiera)                                         | Pierino Prati                                                          | Milan                | 15   |
| 1968-69  | Italia (bandiera)                                         | Gigi Riva                                                              | Cagliari             | 20   |
| 1969-70  | Italia (bandiera)                                         | Gigi Riva                                                              | Cagliari             | 21   |
| 1970-71  | Italia (bandiera)                                         | Roberto Boninsegna                                                     | Inter                | 24   |
| 1971-72  | Italia (bandiera)                                         | Roberto Boninsegna                                                     | Inter                | 22   |
| 1972-73  | Italia (bandiera) · Italia (bandiera) · Italia (bandiera) | Giuseppe Savoldi (4 rig.) Paolo Pulici (5 rig.) Gianni Rivera (7 rig.) | Bologna Torino Milan | 17   |
| 1973-74  | Italia (bandiera)                                         | Giorgio Chinaglia                                                      | Lazio                | 24   |
| 1974-75  | Italia (bandiera)                                         | Paolo Pulici                                                           | Torino               | 18   |
| 1975-76  | Italia (bandiera)                                         | Paolo Pulici                                                           | Torino               | 21   |
| 1976-77  | Italia (bandiera)                                         | Francesco Graziani                                                     | Torino               | 21   |
| 1977-78  | Italia (bandiera)                                         | Paolo Rossi                                                            | Lanerossi Vicenza    | 24   |
| 1978-79  | Italia (bandiera)                                         | Bruno Giordano                                                         | Lazio                | 19   |
| 1979-80  | Italia (bandiera)                                         | Roberto Bettega                                                        | Juventus             | 16   |
| 1980-81  | Italia (bandiera)                                         | Roberto Pruzzo                                                         | Roma                 | 18   |
| 1981-82  | Italia (bandiera)                                         | Roberto Pruzzo                                                         | Roma                 | 15   |
| 1982-83  | Francia (bandiera)                                        | Michel Platini                                                         | Juventus             | 16   |
| 1983-84  | Francia (bandiera)                                        | Michel Platini                                                         | Juventus             | 20   |
| 1984-85  | Francia (bandiera)                                        | Michel Platini                                                         | Juventus             | 18   |
| 1985-86  | Italia (bandiera)                                         | Roberto Pruzzo                                                         | Roma                 | 19   |
| 1986-87  | Italia (bandiera)                                         | Pietro Paolo Virdis                                                    | Milan                | 17   |
| 1987-88  | Argentina (bandiera)                                      | Diego Armando Maradona                                                 | Napoli               | 15   |
| 1988-89  | Italia (bandiera)                                         | Aldo Serena                                                            | Inter                | 22   |
| 1989-90  | Paesi Bassi (bandiera)                                    | Marco van Basten                                                       | Milan                | 19   |
| 1990-91  | Italia (bandiera)                                         | Gianluca Vialli                                                        | Sampdoria            | 19   |
| 1991-92  | Paesi Bassi (bandiera)                                    | Marco van Basten                                                       | Milan                | 25   |
| 1992-93  | Italia (bandiera)                                         | Giuseppe Signori                                                       | Lazio                | 26   |
| 1993-94  | Italia (bandiera)                                         | Giuseppe Signori                                                       | Lazio                | 23   |
| 1994-95  | Argentina (bandiera)                                      | Gabriel Batistuta                                                      | Fiorentina           | 26   |
| 1995-96  | Italia (bandiera) · Italia (bandiera)                     | Igor Protti (5 rig.) Giuseppe Signori (11 rig.)                        | Bari Lazio           | 24   |
| 1996-97  | Italia (bandiera)                                         | Filippo Inzaghi                                                        | Atalanta             | 24   |
| 1997-98  | Germania (bandiera)                                       | Oliver Bierhoff                                                        | Udinese              | 27   |
| 1998-99  | Brasile (bandiera)                                        | Márcio Amoroso                                                         | Udinese              | 22   |
| 1999-00  | Ucraina (bandiera)                                        | Andrij Ševčenko                                                        | Milan                | 24   |
| 2000-01  | Argentina (bandiera)                                      | Hernán Crespo                                                          | Lazio                | 26   |
| 2001-02  | Francia (bandiera) · Italia (bandiera)                    | David Trezeguet Dario Hübner (6 rig.)                                  | Juventus Piacenza    | 24   |
| 2002-03  | Italia (bandiera)                                         | Christian Vieri                                                        | Inter                | 24   |
| 2003-04  | Ucraina (bandiera)                                        | Andrij Ševčenko                                                        | Milan                | 24   |
| 2004-05  | Italia (bandiera)                                         | Cristiano Lucarelli                                                    | Livorno              | 24   |
| 2005-06  | Italia (bandiera)                                         | Luca Toni                                                              | Fiorentina           | 31   |
| 2006-07  | Italia (bandiera)                                         | Francesco Totti                                                        | Roma                 | 26   |
| 2007-08  | Italia (bandiera)                                         | Alessandro Del Piero                                                   | Juventus             | 21   |
| 2008-09  | Svezia (bandiera)                                         | Zlatan Ibrahimović                                                     | Inter                | 25   |
| 2009-10  | Italia (bandiera)                                         | Antonio Di Natale                                                      | Udinese              | 29   |
| 2010-11  | Italia (bandiera)                                         | Antonio Di Natale                                                      | Udinese              | 28   |
| 2011-12  | Svezia (bandiera)                                         | Zlatan Ibrahimović                                                     | Milan                | 28   |
| 2012-13  | Uruguay (bandiera)                                        | Edinson Cavani                                                         | Napoli               | 29   |
| 2013-14  | Italia (bandiera)                                         | Ciro Immobile                                                          | Torino               | 22   |
| 2014-15  | Argentina (bandiera) · Italia (bandiera)                  | Mauro Icardi (4 rig.) Luca Toni (4 rig.)                               | Inter Verona         | 22   |
| 2015-16  | Argentina (bandiera)                                      | Gonzalo Higuaín                                                        | Napoli               | 36   |
| 2016-17  | Bosnia ed Erzegovina (bandiera)                           | Edin Džeko                                                             | Roma                 | 29   |
| 2017-18  | Argentina (bandiera) · Italia (bandiera)                  | Mauro Icardi (6 rig.) Ciro Immobile (7 rig.)                           | Inter Lazio          | 29   |
| 2018-19  | Italia (bandiera)                                         | Fabio Quagliarella                                                     | Sampdoria            | 26   |
| 2019-20  | Italia (bandiera)                                         | Ciro Immobile                                                          | Lazio                | 36   |
| 2020-21  | Portogallo (bandiera)                                     | Cristiano Ronaldo                                                      | Juventus             | 29   |
| 2021-22  | Italia (bandiera)                                         | Ciro Immobile                                                          | Lazio                | 27   |
| 2022-23  | Nigeria (bandiera)                                        | Victor Osimhen                                                         | Napoli               | 26   |
| 2023-24  | Argentina (bandiera)                                      | Lautaro Martínez                                                       | Inter                | 24   |
| 2024-25  | Italia (bandiera)                                         | Mateo Retegui*                                                         | Atalanta             | 25   |

## Statistiche sulla massima serie
I dati che si riferiscono alle edizioni antecedenti il campionato 1923-1924 possono essere incompleti o imprecisi a causa della relativa scarsità di fonti. 

### Vincitori classifica marcatori per squadra
Per 10 campionati le squadre di appartenenza dei capocannonieri sono ignote. I titoli di capocannoniere nella Serie A a girone unico sono indicati fra parentesi.
- 18 (17)  Milan
- 17 (14)  Inter
- 17 (13)  Juventus
- 12 (11)  Lazio
- 11 (6)  Torino
- 9 (9)  Roma
- 7 (7)  Bologna
- 5 (5)  Fiorentina
- 4 (4)  Napoli, (4)  Udinese
- 3 (3)  Cagliari, (3)  Sampdoria
- 2 (2)  Atalanta, (2)  Vicenza, (1)  Livorno, (0)  Internazionale Torino, (0)  US Milanese
- 1 (1)  Bari, (1)  Piacenza, (1)  Verona, (0)  Pro Vercelli, (0)  Genoa

### Vincitori classifica marcatori per nazione
Per 12 campionati le nazionalità di appartenenza dei capocannonieri sono ignote.
- 76  Italia
- 10  Argentina
- 7  Svezia
- 4  Francia
- 3  Brasile,  Danimarca,  Svizzera,  Uruguay
- 2  Austria,  Paesi Bassi,  Ucraina,  Ungheria
- 1  Bosnia ed Erzegovina,  Galles,  Germania,  Inghilterra,  Nigeria,  Portogallo

### Pluricapocannonieri
- 5  Gunnar Nordahl ( Milan) - primo a vincere per tre volte consecutive (1952-53, 1953-54 e 1954-55)

- 4  Ciro Immobile ( Torino,  Lazio)

- 3  Aldo Boffi ( Milan)
- 3  Giuseppe Meazza ( Ambrosiana-Inter)
- 3  Michel Platini ( Juventus)
- 3  Roberto Pruzzo ( Roma)
- 3  Paolo Pulici ( Torino)
- 3  Gigi Riva ( Cagliari)
- 3  Giuseppe Signori ( Lazio)

- 2  Roberto Boninsegna ( Inter)
- 2  Felice Borel II ( Juventus) - primo a vincere per due volte consecutive (1932-33 e 1933-34)
- 2  Antonio Di Natale ( Udinese)
- 2  Zlatan Ibrahimović ( Inter,  Milan) - primo a centrare il titolo con due diverse squadre (2008-09 e 2011-12)
- 2  Mauro Icardi ( Inter)
- 2  Harald Nielsen ( Bologna)
- 2  Silvio Piola ( Lazio)
- 2   Ettore Puricelli ( Bologna)
- 2  Andrij Ševčenko ( Milan)
- 2  Luca Toni ( Fiorentina,  Verona)
- 2  Marco van Basten ( Milan)

## Capocannonieri della Serie B
| Stagione | Nazione                                                   | Giocatore                                        | Squadra                           | Reti |
| -------- | --------------------------------------------------------- | ------------------------------------------------ | --------------------------------- | ---- |
| 1929-30  | Italia (bandiera)                                         | Luigi Demarchi                                   | Casale                            | 19   |
| 1930-31  | Italia (bandiera)                                         | Gastone Prendato                                 | Padova                            | 25   |
| 1931-32  | Italia (bandiera)                                         | Carlo Radice                                     | Palermo                           | 28   |
| 1932-33  | Italia (bandiera)                                         | Marco Romano                                     | Comense                           | 29   |
| 1933-34  | Italia (bandiera)                                         | Remo Galli                                       | Modena                            | 32   |
| 1934-35  | Italia (bandiera)                                         | Marco Romano                                     | Novara                            | 30   |
| 1935-36  | Italia (bandiera)                                         | Vinicio Viani                                    | Lucchese                          | 34   |
| 1936-37  | Italia (bandiera)                                         | Bruno Arcari                                     | Livorno                           | 30   |
| 1937-38  | Italia (bandiera)                                         | Otello Torri                                     | Novara                            | 25   |
| 1938-39  | Italia (bandiera)                                         | Alfredo Diotalevi                                | Spezia                            | 21   |
| 1939-40  | Italia (bandiera)                                         | Vinicio Viani                                    | Livorno                           | 35   |
| 1940-41  | Italia (bandiera) · Italia (bandiera)                     | Vittorio Sentimenti Renato Gei                   | Modena Brescia                    | 24   |
| 1941-42  | Italia (bandiera)                                         | Giovanni Costanzo                                | Spezia                            | 24   |
| 1942-43  | Italia (bandiera) · Italia (bandiera)                     | Giovanni Costanzo Luigi Gallanti                 | Spezia Fanfulla                   | 22   |
| 1945-46  | Italia (bandiera)                                         | Bruno Mazza                                      | Crema                             | 17   |
| 1946-47  | Italia (bandiera)                                         | Aldo Boffi                                       | Seregno                           | 32   |
| 1947-48  | Italia (bandiera)                                         | Aurelio Pavesi De Marco                          | Palermo                           | 23   |
| 1948-49  | Italia (bandiera)                                         | Attilio Frizzi                                   | SPAL                              | 25   |
| 1949-50  | Italia (bandiera)                                         | Ettore Bertoni                                   | Brescia                           | 30   |
| 1950-51  | Italia (bandiera)                                         | Ettore Bertoni                                   | Legnano                           | 25   |
| 1951-52  | Italia (bandiera)                                         | Attilio Frizzi                                   | Genoa                             | 20   |
| 1952-53  | Italia (bandiera)                                         | Alvaro Zian                                      | Fanfulla                          | 19   |
| 1953-54  | Italia (bandiera)                                         | Michele Manenti                                  | Catania                           | 15   |
| 1954-55  | Italia (bandiera) · Italia (bandiera) · Italia (bandiera) | Achille Fraschini Enrico Motta Giancarlo Rebizzi | Brescia Lanerossi Vicenza Legnano | 14   |
| 1955-56  | Italia (bandiera)                                         | Aurelio Milani                                   | Monza                             | 23   |
| 1956-57  | Italia (bandiera)                                         | Paolo Erba                                       | Parma                             | 16   |
| 1957-58  | Italia (bandiera)                                         | Pietro Biagioli                                  | Marzotto Valdagno                 | 19   |
| 1958-59  | Argentina (bandiera)                                      | Santiago Vernazza                                | Palermo                           | 19   |
| 1959-60  | Italia (bandiera)                                         | Giuseppe Virgili                                 | Torino                            | 20   |
| 1960-61  | Italia (bandiera)                                         | Giovanni Fanello                                 | Alessandria                       | 25   |
| 1961-62  | Italia (bandiera)                                         | Renzo Cappellaro                                 | Alessandria                       | 21   |
| 1962-63  | Italia (bandiera)                                         | Cosimo Nocera                                    | Foggia                            | 24   |
| 1963-64  | Italia (bandiera)                                         | Romano Taccola                                   | Prato                             | 19   |
| 1964-65  | Italia (bandiera) · Brasile (bandiera)                    | Virginio De Paoli Sergio Clerici                 | Brescia Lecco                     | 20   |
| 1965-66  | Italia (bandiera)                                         | Gianni Bui                                       | Catanzaro                         | 18   |
| 1966-67  | Italia (bandiera)                                         | Fulvio Francesconi                               | Sampdoria                         | 20   |
| 1967-68  | Italia (bandiera)                                         | Lucio Mujesan                                    | Bari                              | 19   |
| 1968-69  | Italia (bandiera)                                         | Virginio De Paoli                                | Brescia                           | 18   |
| 1969-70  | Italia (bandiera) · Italia (bandiera) · Italia (bandiera) | Ariedo Braida Roberto Bettega Aquilino Bonfanti  | Varese Catania                    | 13   |
| 1970-71  | Italia (bandiera) · Italia (bandiera)                     | Sergio Magistrelli Alberto Spelta                | Como Modena                       | 15   |
| 1971-72  | Italia (bandiera)                                         | Giorgio Chinaglia                                | Lazio                             | 21   |
| 1972-73  | Italia (bandiera)                                         | Fabio Enzo                                       | Novara                            | 15   |
| 1973-74  | Italia (bandiera)                                         | Egidio Calloni                                   | Varese                            | 16   |
| 1974-75  | Italia (bandiera)                                         | Fabio Bonci                                      | Parma                             | 14   |
| 1975-76  | Italia (bandiera)                                         | Giuliano Musiello Roberto Pruzzo                 | Avellino Genoa                    | 18   |

| Stagione | Nazione                                                       | Giocatore                                     | Squadra               | Reti |
| -------- | ------------------------------------------------------------- | --------------------------------------------- | --------------------- | ---- |
| 1976-77  | Italia (bandiera)                                             | Paolo Rossi                                   | Lanerossi Vicenza     | 21   |
| 1977-78  | Italia (bandiera)                                             | Massimo Palanca                               | Catanzaro             | 18   |
| 1978-79  | Italia (bandiera)                                             | Oscar Damiani                                 | Genoa                 | 17   |
| 1979-80  | Italia (bandiera)                                             | Marco Nicoletti                               | Como                  | 13   |
| 1980-81  | Italia (bandiera)                                             | Roberto Antonelli                             | Milan                 | 15   |
| 1981-82  | Italia (bandiera)                                             | Gianni De Rosa                                | Palermo               | 19   |
| 1982-83  | Italia (bandiera)                                             | Bruno Giordano                                | Lazio                 | 18   |
| 1983-84  | Italia (bandiera)                                             | Marco Pacione                                 | Atalanta              | 15   |
| 1984-85  | Italia (bandiera)                                             | Edi Bivi                                      | Bari                  | 20   |
| 1985-86  | Italia (bandiera)                                             | Oliviero Garlini                              | Lazio                 | 19   |
| 1986-87  | Italia (bandiera)                                             | Stefano Rebonato                              | Pescara               | 21   |
| 1987-88  | Italia (bandiera)                                             | Lorenzo Marronaro                             | Bologna               | 21   |
| 1988-89  | Italia (bandiera)                                             | Salvatore Schillaci                           | Messina               | 23   |
| 1989-90  | Italia (bandiera)                                             | Andrea Silenzi                                | Reggiana              | 23   |
| 1990-91  | Italia (bandiera) · Argentina (bandiera) · Brasile (bandiera) | Francesco Baiano Abel Balbo Walter Casagrande | Foggia Udinese Ascoli | 22   |
| 1991-92  | Italia (bandiera)                                             | Maurizio Ganz                                 | Brescia               | 19   |
| 1992-93  | Germania (bandiera)                                           | Oliver Bierhoff                               | Ascoli                | 20   |
| 1993-94  | Italia (bandiera)                                             | Massimo Agostini                              | Ancona                | 18   |
| 1994-95  | Italia (bandiera)                                             | Giovanni Pisano                               | Salernitana           | 21   |
| 1995-96  | Italia (bandiera)                                             | Dario Hübner                                  | Cesena                | 22   |
| 1996-97  | Italia (bandiera)                                             | Davide Dionigi                                | Reggina               | 24   |
| 1997-98  | Italia (bandiera)                                             | Marco Di Vaio                                 | Salernitana           | 21   |
| 1998-99  | Italia (bandiera)                                             | Marco Ferrante                                | Torino                | 26   |
| 1999-00  | Italia (bandiera)                                             | Cosimo Francioso                              | Genoa                 | 24   |
| 2000-01  | Italia (bandiera)                                             | Nicola Caccia                                 | Piacenza              | 23   |
| 2001-02  | Belgio (bandiera)                                             | Luís Oliveira                                 | Como                  | 23   |
| 2002-03  | Italia (bandiera)                                             | Igor Protti                                   | Livorno               | 23   |
| 2003-04  | Italia (bandiera)                                             | Luca Toni                                     | Palermo               | 30   |
| 2004-05  | Italia (bandiera)                                             | Gionatha Spinesi                              | Arezzo                | 22   |
| 2005-06  | Italia (bandiera)                                             | Cristian Bucchi                               | Modena                | 29   |
| 2006-07  | Italia (bandiera)                                             | Alessandro Del Piero                          | Juventus              | 20   |
| 2007-08  | Italia (bandiera)                                             | Denis Godeas                                  | Mantova               | 28   |
| 2008-09  | Italia (bandiera)                                             | Francesco Tavano                              | Livorno               | 24   |
| 2009-10  | Brasile (bandiera)                                            | Éder                                          | Empoli                | 27   |
| 2010-11  | Italia (bandiera)                                             | Federico Piovaccari                           | Cittadella            | 23   |
| 2011-12  | Italia (bandiera)                                             | Ciro Immobile                                 | Pescara               | 28   |
| 2012-13  | Italia (bandiera)                                             | Daniele Cacia                                 | Verona                | 24   |
| 2013-14  | Italia (bandiera)                                             | Matteo Mancosu                                | Trapani               | 26   |
| 2014-15  | Italia (bandiera) · Italia (bandiera) · Uruguay (bandiera)    | Andrea Catellani Andrea Cocco Pablo Granoche  | Spezia Vicenza Modena | 19   |
| 2015-16  | Italia (bandiera)                                             | Gianluca Lapadula                             | Pescara               | 27   |
| 2016-17  | Italia (bandiera)                                             | Giampaolo Pazzini                             | Verona                | 23   |
| 2017-18  | Italia (bandiera)                                             | Francesco Caputo                              | Empoli                | 26   |
| 2018-19  | Italia (bandiera)                                             | Alfredo Donnarumma                            | Brescia               | 25   |
| 2019-20  | Nigeria (bandiera)                                            | Nwankwo Simy                                  | Crotone               | 20   |
| 2020-21  | Italia (bandiera)                                             | Massimo Coda                                  | Lecce                 | 22   |
| 2021-22  | Italia (bandiera)                                             | Massimo Coda                                  | Lecce                 | 20   |
| 2022-23  | Perù (bandiera)                                               | Gianluca Lapadula                             | Cagliari              | 21   |
| 2023-24  | Finlandia (bandiera)                                          | Joel Pohjanpalo                               | Venezia               | 22   |
| 2024-25  | Francia (bandiera)                                            | Armand Laurienté                              | Sassuolo              | 18   |

## Statistiche sulla Serie B

### Vincitori classifica marcatori per squadra
- 7  Brescia
- 5  Modena,  Palermo
- 4  Como,  Genoa,  Livorno,  Spezia
- 3  Lazio,  Novara,  Pescara,  Vicenza,  Varese
- 2  Alessandria,  Ascoli,  Bari,  Catania,  Catanzaro,  Empoli,  Fanfulla,  Foggia,  Lecce,  Legnano,  Parma,  Salernitana,  Torino,  Verona
- 1  Ancona,  Arezzo,  Atalanta,  Avellino,  Bologna,  Cagliari,  Casale,  Cesena,  Cittadella,  Crema,  Crotone,  Juventus,  Lecco,  Lucchese,  Mantova,  Marzotto Valdagno,  Messina,  Milan,  Monza,  Padova,  Piacenza,  Prato,  Reggiana,  Reggina,  Sampdoria,  Sassuolo,  Seregno,  SPAL,  Trapani,  Venezia,  Udinese

### Vincitori classifica marcatori per nazione
- 95  Italia
- 3  Brasile
- 2  Argentina
- 1  Belgio,  Finlandia,  Francia,  Germania,  Nigeria,  Perù,  Uruguay

### Pluricapocannonieri
- 2  Ettore Bertoni ( Brescia,  Legnano)
- 2  Massimo Coda ( Lecce)
- 2  Giovanni Costanzo ( Spezia)
- 2  Virginio De Paoli ( Brescia)
- 2  Attilio Frizzi ( SPAL,  Genoa)
- 2   Gianluca Lapadula ( Pescara,  Cagliari)
- 2  Marco Romano ( Como,  Novara)
- 2  Vinicio Viani ( Lucchese,  Livorno)